# Vol Air France 358
Le 2 août 2005, à 16 h 2, le vol Air France 358, un vol international régulier assuré par un Airbus A340-300 en provenance de l’aéroport de Paris-Charles-de-Gaulle, en France, et à destination de l’aéroport international Pearson de Toronto, au Canada, sort de la piste 06R-24L et s'écrase dans un ravin situé à environ 300 m de l'extrémité de la piste, avant de prendre feu quelques minutes après son atterrissage. Les 297 passagers et 12 membres d’équipage survivent tous à l'accident, qui fait néanmoins douze blessés graves (dont dix passagers).
L’accident survient le jour du vingtième anniversaire de l’accident du vol Delta Air Lines 191 à Dallas-Fort Worth International Airport, au Texas, qui s’était aussi produit à cause d’une rafale descendante.
L'accident a fait l'objet d'une enquête du Bureau de la sécurité des transports (BST), dont le rapport final a été publié le 13 décembre 2007. Les conditions météorologiques défavorables et les mauvaises décisions prises par l'équipage lors de l'atterrissage ont été considérées comme les principaux facteurs ayant conduit à cet accident. La visibilité était mauvaise, la piste assignée était courte (la plus courte de l'aéroport), l'avion s'est presque posé à mi-piste et les inverseurs de poussée n'ont été activés à leurs pleines puissances que 17 secondes après l'atterrissage.

## Contexte

### Avion
L'aéronef impliqué était un Airbus A340-313E immatriculé F-GLZQ (numéro de série 289) ; il était équipé de quatre moteurs CFM International CFM56. Il a effectué son premier vol le 3 août 1999 et a été neuf livré à Air France le 7 septembre 1999. Il totalisé 3 711 cycles (décollage/atterrissage) et 28 426 heures de vol au moment de l'accident.

### Équipage
L'équipage du vol 358 était composé de 12 personnes, dont le commandant de bord Alain Rosaye, âgé de 57 ans et totalisant 15 411 heures de vol, et le copilote Frédéric Naud, âgé de 43 ans et cumulant 4 834 heures de vol à son actif. Le personnel navigant commercial (PNC) sur ce vol comprenait 9 personnes qualifiées et une personne non encore qualifiée.

### Passagers
Parmi les 297 passagers présents à bord de l'avion, on comptait 104 Canadiens, 101 Français, 19 Italiens, 14 Américains, 8 Indiens, 7 Britanniques, un Égyptien et un Danois. La majorité des passagers étaient des hommes d'affaires, des vacanciers et des étudiants. Trois passagers étaient également assis dans les sièges réservés à l'équipage, un dans le strapontin du poste de pilotage et deux dans la zone de repos du PNC. 

## Déroulement des faits

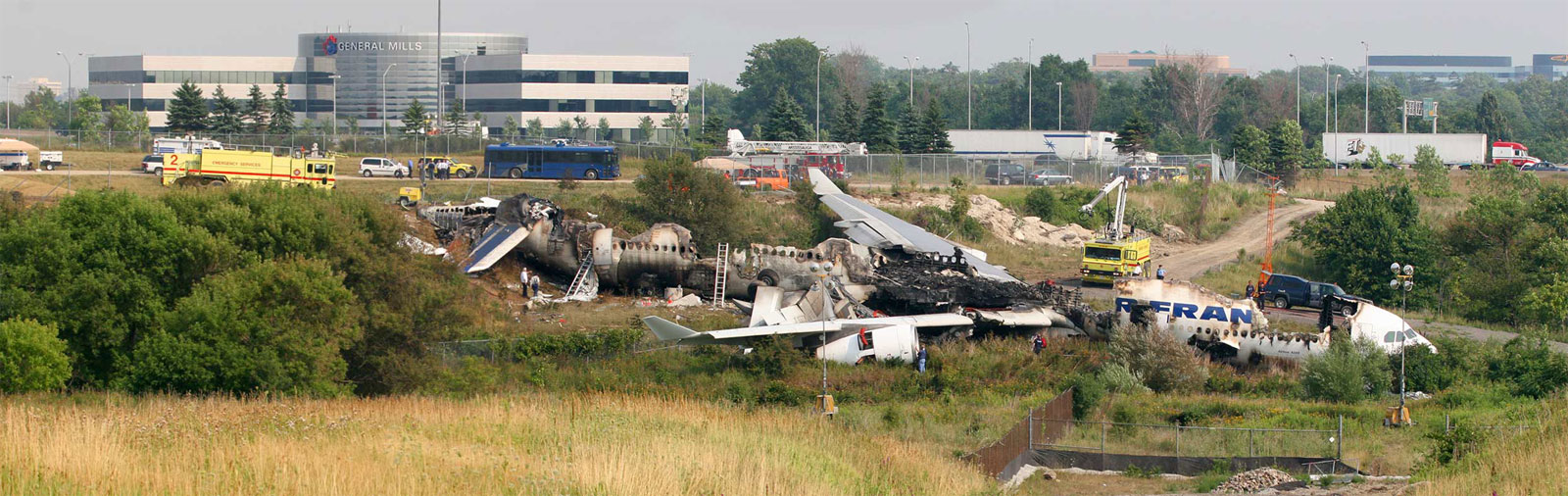
Les débris de l'appareil après le crash

En raison des mauvaises conditions météorologiques (principalement une pluie diluvienne et un fort vent arrière) et des actions du pilote, l’avion passe le seuil de la piste à une hauteur excessive, et les roues ne touchent effectivement le sol qu'à environ 1 200 m de ce seuil pour une piste longue de 2 700 m. Il ne lui reste donc que 1 500 m pour s’arrêter, ce qui n’est pas suffisant pour un tel avion, particulièrement sur une piste couverte d'environ 6 à 7 mm d'eau.
Bien que l'équipage ait immédiatement actionné les freins, les inverseurs de poussée ne sont commandés qu'une douzaine de secondes après le toucher des roues. En raison de ce freinage imparfait et de son toucher tardif, l'appareil quitte le bout de piste à 80 nœuds (environ 150 km/h) puis termine sa course dans un fossé, à 200 m de l'extrémité de la piste, après avoir heurté des pylônes en béton qui ouvrent des brèches sous les ailes et provoquent un incendie. 
Le personnel navigant commercial réagit vite et applique la procédure d'évacuation d’urgence. Tous les passagers sont évacués en moins de 2 minutes, on dénombre 43 blessés dont le commandant de bord, Alain Rosaye, seul à être grièvement touché. Environ quatre minutes plus tard, l’A340 s’enflamme et le fuselage est très rapidement détruit par le feu.
Les vols suivants à destination de Toronto ont été déroutés sur d’autres aéroports canadiens (Ottawa, London (Ontario), Hamilton, Montréal et Winnipeg) et américains (Syracuse et Buffalo). Les vols en provenance de Vancouver ont dû faire demi-tour.

## Situation des passagers
Tous les passagers du vol AF 358 ont survécu à l'accident, cependant il y eut 12 blessés graves (deux parmi l'équipage et 10 parmi les passagers). Ils ont été transportés dans divers hôpitaux de la région de Toronto :
- Humber River Regional Hospital, campus Finch ;
- Sir William Osler Regional Health Centre, campus Etobicoke ;
- Hospital for Sick Children, centre-ville de Toronto ;
- Peel Memorial Hospital, site de Brampton ;
- Credit Valley Hospital, Mississauga ;
- St. Joseph’s Health Centre, centre-ville de Toronto.

## Services d’urgence
Sur le lieu de l’accident se trouvaient les services d’urgence suivants :
- Greater Toronto Airport Authority Emergencies Services, sur place ;
- Peel Regional Police (en), sur place ;
- Peel Region EMS, sur place ;
- Mississauga Fire and Emergency Services, sur place ;
- Toronto EMS (en), sur place ;
- Toronto Fire Services (en), sur place ;
- Gendarmerie royale du Canada, sur place ;
- Police provinciale de l'Ontario, sur la Highway 401.

## Enquête
Le Bureau de la sécurité des transports (BST) du Canada a pris le contrôle du site de l’accident une fois les secours terminés. Le BST a mené l’enquête avec la coopération de plusieurs autres organismes, conformément aux dispositions de l'Annexe 13 de l'Organisation de l'aviation civile internationale (OACI) : 
- Transports Canada, en tant que représentant du pays ou l'accident s'est produit.
- Airbus, en tant que constructeur de l'A340.
- Air France, en tant que compagnie exploitant cet avion.
- GE Aviation, en tant que fabricant des moteurs.
- Bureau d'enquêtes et d'analyses pour la sécurité de l'aviation civile (BEA), représentant le pays de l'exploitant et de la compagnie aérienne.
- Conseil national de la sécurité des transports des États-Unis (NTSB), représentant le pays du fabricant du moteur.

Les protocoles internationaux lors des enquêtes sur des accidents de l’aviation civile exigent que des représentants des pays des constructeurs soient représentés. Le siège de GE Aviation se trouvant à Evendale, dans l’Ohio, le BST canadien invita des représentants du NTSB américain à assister aux investigations.
Réal Levasseur, le chef enquêteur du BST pour cet accident, indiqua que l’avion avait atterri trop loin sur la piste et avait été incapable de s’arrêter sur un revêtement mouillé. Les enquêteurs n’ont trouvé aucun indice d’un problème de moteur, de défaillance de freinage ou de problème avec les spoilers ou les inverseurs de poussée. Deux toboggans d’évacuation n’ont pas fonctionné sur deux des sorties sans que la raison de ce dysfonctionnement ait encore été trouvée, et cela a obligé certains passagers à sauter d’une hauteur de 2 m lors de l’évacuation de l’appareil.

### Rapport d'enquête aéronautique

Parcours de l’avion sur et hors de la piste.

Le 12 décembre 2007, le BST a publié le rapport final d'enquête concernant cet accident. Il est à noter que ce rapport, comme tout rapport d'enquête aéronautique, est une analyse technique de l'accident et de ses causes, et non une attribution juridique des responsabilités.
Le rapport fait état de mauvaises conditions météorologiques lors de l'accident, notamment d'une pluie diluvienne et de vents changeants. Peu avant l'atterrissage de l'appareil, le vent tourne, se transformant en vent arrière de 10 nœuds (environ 19 km/h). Il est calculé que si la distance d'atterrissage par piste sèche, vent nul et freinage moyen était d'environ 1 652 m, celle-ci passait à 2 150 m en cas de piste mouillée (couverte d'environ 3 mm d'eau) et de vent arrière de 10 nœuds. Enfin, le calcul indique que, dans les conditions de l'accident (piste contaminée par 6 à 7 mm d'eau et 10 nœuds de vent arrière), la distance nécessaire était de 3 124 m avec une utilisation correcte des inverseurs de poussée, et 3 471 m dans le cas contraire. Pour mémoire, la longueur de la piste 24L sur laquelle l'avion a tenté d'atterrir est 2 743 m.
L'étude et l'analyse de l'accident font état de problèmes de déploiement de deux toboggans d'évacuation gonflables, ainsi que de l'ouverture, avant l'arrêt complet de l'appareil, d'une de ses portes, sans qu'il soit possible de l'expliquer. Le rapport constate également que des réservoirs d'oxygène à usage médical à bord semblent avoir explosé dans l'incendie.
Le rapport incrimine principalement l'équipage dans l'analyse des causes de l'accident. Il conclut notamment que le pilote augmente la poussée des réacteurs durant l'approche, ce qui aurait "contribué à un accroissement de l'énergie de l'avion qui a alors dévié au-dessus de la trajectoire de descente". La vitesse excessive et la trajectoire étant aussi attribuées à un changement de vent peu avant l'atterrissage, celui-ci se transformant en vent arrière. En outre, il confirme que l'équipage n'a pas tenté de procéder à une remise de gaz (procédure dite « go-around ») durant l'atterrissage. Il confirme également le toucher tardif des roues, ainsi que le retard de sélection des inverseurs de poussée préalablement publié par le Figaro. 
De manière plus grave, il note que « malgré les messages d'observation météorologique (METAR) qui annonçaient des orages à Toronto à l'heure d'arrivée prévue, l'équipage n'a pas calculé la distance d'atterrissage nécessaire sur la piste 24L. En conséquence, l'équipage n'était pas conscient de la marge d'erreur que présentait la piste d'atterrissage ni du fait que cette marge avait été éliminée dès l'apparition du vent arrière ». Le rapport conclut également que les conditions météorologiques « dépassaient les limites de l'avion à l'atterrissage. »
Le rapport critique également certaines procédures en vigueur au sein d'Air France à l'époque, notamment « le principe voulant que seul le commandant de bord puisse décider d'effectuer une remise de gaz, ce qui risque d'augmenter la probabilité qu'une situation dangereuse ne soit pas reconnue à temps », ainsi que les notices de sécurité concernant l'évacuation, sans toutefois le considérer comme un facteur contributif aux blessures des passagers.
Il conclut également que la piste et ses abords étaient en conformité avec les réglementations en vigueur, et exclut la responsabilité du contrôle de la circulation aérienne (ATC) ou de l'absence de données fournies par celui-ci dans l'accident. Il note expressément que « certains pilotes pensent que le contrôle du trafic aérien peut fermer un aéroport si les conditions météorologiques rendent les atterrissages dangereux, mais n'en a pas le pouvoir ».
Il constatera finalement des lacunes dans les informations à disposition des pompiers de l'aéroport, notamment l'absence des plans de l'A340. Il notera toutefois que les pompiers avaient suivi une formation complète sur cet appareil.
Le rapport recommandera 11 mesures, visant notamment à augmenter la formation des équipages aux atterrissages par mauvaises conditions météorologiques, à mieux évaluer les distances d'atterrissage nécessaires, et à faciliter le choix d'une interruption de l'atterrissage ou d'un déroutement par l'équipage. Une recommandation incite également à aménager différemment les extrémités de pistes.

## Informations issues des médias
Le Greater Toronto Airport Authority (GTAA) (L'autorité aéroportuaire de la métropole de Toronto en français) a tenu à 18 heures une conférence de presse de 10 minutes environ, conduite par Steve Shaw, vice-président d’entreprise du GTAA. Les rapports ont indiqué qu’il n’y avait pas eu de morts, mais quelques blessures, mineures ou graves ; 43 personnes au total sont allées à l’hôpital, pour la plupart pour un simple examen par précaution. Il semble que les passagers aient évacué l'avion avant que la cabine ne prenne feu.
Selon Roel Bramer, passager qui était assis tout à l’arrière de l’avion, l’atterrissage a eu l’air d’être normal au début mais les freins n’ont pas semblé fonctionner convenablement après l’atterrissage. Il rapporte aussi que l’avion était presque plein et que les passagers ont quitté l’avion via les sorties de secours. Un témoin oculaire au sol a rapporté que l’avion a semblé frappé par un éclair après avoir atterri et alors qu’il freinait, mais ceci n'a pas été confirmé. Bramer a rapporté aussi que l'éclairage de l'avion s'est éteint après l’atterrissage, ce qui était un événement insolite. Cela peut être dû à une frappe par la foudre, mais n'est pas prouvé. Plusieurs renseignements du contrôle du trafic aérien indiquent que des coupures d’éclairage ont eu lieu à proximité de l’endroit où a atterri l'avion.

## Médias
L'accident a fait l'objet d'un épisode dans la série télé Air Crash nommé « Évacuation miraculeuse » (saison 4 - épisode 1).

### Médias
- (fr) Le Monde.fr - Toronto : quarante personnes blessées dans l’accident de l’Airbus d’Air France